# Best Kept Secret 2023
Best Kept Secret 2023 is de negende editie van het driedaags muziekfestival Best Kept Secret dat sinds 2013 jaarlijks in het Noord-Brabantse Hilvarenbeek op het terrein van de Beekse Bergen wordt gehouden. BKS 2023 werd op 9,10 en 11 juni in de zomerse hitte gehouden.

## Geschiedenis
Het festival wordt georganiseerd door boekingskantoor Friendly Fire en richt zich op muziek, food, cultuur en dat wat met elkaar verbindt. In juni 2013 vond de eerste driedaagse editie plaats. De programmering bestaat uit enkele grote namen en veel nieuwere acts, voornamelijk op het gebied van indie, folk, hiphop en elektronische muziek. Het festivalterrein is na de corona-jaren, waarin er geen festival was, vernieuwd en uitgebreid met een restaurant.

## Headliners
Op de festivalposter dit keer geen headliners. Alle namen zijn even groot en alfabetisch gerangschikt. Wel is er een artist in residence, de Nijmeegse band De Staat. Zij treden alle drie de dagen op, vrijdag met de grootste show op podium Two, zaterdag aan het begin van de dag op The Secret en zondag In The Casbah. 

## Artiesten
Aphex Twin, The Chemical Brothers, Oscar and the Wolf, Young Fathers, Caroline Polachek, The Mars Volta, Young Marco, The 1975, Nation of Language, Pitou, Charlotte Adigéry & Bolis Popul, Black Country, New Road, De Staat, Psychedelic Porn Crumpets, Kevin Morby, Alvvays, Joey Valence & Brae, Christine and the Queens, Lambrini Girls, Crack Cloud w/choir, Cola, Cumgirl8, Sudan Archives, Personal Trainer, Julia Jacklin, Interpol, Japanese Breakfast, Kurt Vile & The Violators, Two Door Cinema Club, Unknown Mortal Orchestra, Röyksopp, Sylvie Kreusch, Billy Nomates, Tinariwen, Dope Lemon, Big Joanie, Lankum, Alex G, Goldband, Oumou Sangaré, The Comet Is Coming, Sorry, The Voidz, Erika De Casier, Arlo Parks, Gaye Su Akyol, Pongo, Terzij de Horde, Surf Curse, HAAi, Hermanos Gutiérrez, CLT DRP, Yot Club, Frankie Stew & Harvey Gunn, Gretel Hänlyn, Hammok, Silvana Estrada, Wodan Boys, M(h)aol, Sarah Neutkens x Kamerata Zuid, Glass Beams, Somebody's Child, The Cool Greenhouse, Job & Fred Band, Marathon, Lime Garden, Sophie Straat, Sir Chloe, Stone, Bumble B. Boy, MICH, Peach Pit, De Toegift, Stoop Kid + dj's.

## Samenwerking
Met het poppodium Muziekgieterij uit Maastricht en het muziekblad Heaven werd voor het eerst in 2022 tijdens BKS als experiment een aantal sessies gehouden met zowel gevestigde namen als jong talent, sessies bestaande uit een kort optreden en een uitgebreid interview. In 2023 met de nadruk op opkomende bands, waren er sessies met Sorry, Yot Club, Hammok, Bumble B. Boy, Lime Garden, CLT DRP, Big Joanie en The Cool Greenhouse.

## Recensies
- Festifreaks kende goud toe aan Young Fathers, zilver aan The Chemical Brothers, brons aan Caroline Polachek.[1]
- VPRO's 3voor 12 kende goud toe aan Young Fathers, zilver aan Aphex Twin, brons aan Caroline Polachek.[2]
- NPO 3FM vond Goldband de ultieme festivalact.[3]
- De Volkskrant vond Black Country, New Road verdomd mooi en een hoogtepunt van Best Kept Secret. Over Young Fathers schrijft de Voklskrant : Ook dit is een band die nergens op lijkt, maar urgentie uitstraalt tussen iedere maatstreep.[4]
- OORs hoogtepunten van drie vrolijke stranddagen in Hilvarenbeek waren Lankum, Caroline Polachek, Aphex Twin, Lambrini Girls, The Mars Volta, Sophie Straat, Black Country, New Road, Alex G, Personal Trainer, Japanese Breakfast, Marathon en Sorry.[5]